# Pachyonychia congenita
Pachyonychia congenita är en sällsynt ärftlig hudsjukdom. Det mest iögonfallande symtomet är förtjockade naglar. Det allvarligaste symtomet är dock att huden är ömtålig för mekanisk påverkan. Det är speciellt fotsulorna som är utsatta och lätt får blåsor och förhårdnader. Symtomen kan vara så smärtsamma att den drabbade måste gå med kryckor eller åka i rullstol. Andra symtom som kan uppträda är inflammationer under naglarna, cystor i huden, förhårdnader runt hårsäckarna, vit beläggning på tungan och förändringar på stämbanden som leder till heshet.
Det finns för närvarande inga botemedel för sjukdomen eller någon allmänt accepterad metod att lindra symtomen. Nästan varje person med sjukdomen har sina egna sätt att lindra symtomen. 
Sjukdomen beror på en mutation (genförändring ) i en gen som kodar för någon av proteinerna keratin typ K6a, K6b, K16 och K17. Symtomen är något olika för de fyra typerna. Symtomen kan också variera beroende på var i genen mutationen har inträffat och hur genförändringen ser ut. Symtomen kan dessutom variera individuellt mellan individer med exakt samma mutation.  
Sjukdomen ärvs dominant. Det vill säga det räcker med att en gen av de två som man ärver av sina föräldrar är muterad.  Sannolikheten att ett barn ärver sjukdomen är alltså 50% om en av föräldrarna har sjukdomen. 
Det finns en organisation med namn PC-project som har som medlemmar både forskare och patienter och som bedriver forskning om sjukdomen. 
En svensk patientförening har nyligen bildats med namnet Svenska Pachyonychiaföreningen.